# Eckhart Tolle
Eckhart Tolle, pseudônimo de Ulrich Leonard Tolle (Lünen, 16 de fevereiro de 1948) é um escritor e conferencista  alemão, residente atualmente em Vancouver no Canadá, conhecido como autor de best sellers sobre iluminação espiritual. Seu livro mais conhecido é O Poder do Agora.

## Carreira
Depois de se formar pela Universidade de Londres, tornou-se pesquisador e supervisor da Universidade de Cambridge. Tolle conta que, aos 29 anos, depois de vários episódios depressivos, passou por uma profunda transformação espiritual, dissolveu sua antiga identidade e mudou o curso de sua vida de forma radical. Os anos seguintes foram dedicados ao entendimento, integração e aprofundamento desta transformação, que marcou o início de uma intensa jornada interior. Em seu livro, O Poder do Agora, relata as respostas obtidas através dessa busca, explicando que, quando nos alinhamos ao momento presente, uma nova percepção da realidade surge, muito mais pura, profunda, poderosa. 
Seu último bestseller foi "A New Earth" conhecido também por "O Despertar de uma Nova Consciência". Eckhart Tolle não está vinculado a qualquer religião mas utiliza-se dos ensinamentos do zen budismo, sufismo (do poeta Rumi), hinduísmo (Advaita Vedânta), dos escritos de Mestre Eckhart e da Bíblia. Alcançou maior notoriedade em 2008, ao participar, durante três meses, do programa da apresentadora norte-americana Oprah Winfrey, para explicar seus livros.

## Obras
- The Power of Now (1997) O Poder do Agora (2002)
- Practicing the Power of Now: Essential Teachings, Meditations, and Exercises from The Power of Now (2001) Praticando o Poder Agora (2005)
- Stillness Speaks: Whispers of Now (2003) O Poder do Silêncio (2010)
- A New Earth: Awakening to Your Life's Purpose (2005) Um Novo Mundo - O Despertar de uma Nova Consciência (2007)
- Oneness With All Life: Inspirational Selections from A New Earth (2008) Em Harmonia com a Natureza (2009)
- Die Einheit allen Lebens (2010) Em Comunhão Com a Vida (2012)
- The Power of Now: Journal (2019) O Poder do Agora - Reflexões (2019).

### Livro infantil
Milton's Secret: An Adventure of Discovery through Then, When, and The Power of Now (2008)

### Graphic Novel
- Guardians of Being (2009) Os Guardiões do Ser - As Lições Espirituais Ensinadas por Nossos Cães e Gatos (2019)